# Монталбан де Кордоба
Монталбан де Кордоба (на испански: Montalbán de Córdoba) е населено място и община в Испания. Намира се в провинция Кордоба, в състава на автономната област Андалусия. Общината влиза в състава на района (комарка) Кампиния Сур. Заема площ от 34 km². Населението му е 4542 души (по преброяване от 2010 г.). Разстоянието до административния център на провинцията е 44 km.